# Luís Filipe Lindley Cintra
Luís Filipe Lindley Cintra (* 5. März 1925 in Espariz, Tábua; † 18. August 1991 in Lissabon) ist einer der bekanntesten portugiesischen Philologen und Linguisten.

## Leben
Lindley Cintra studierte (bis 1942) und promovierte (1952) in Romanischer Philologie an der Faculdade de Letras der Universität Lissabon, an der er seit 1950 bis zu seinem Tode auch dozierte: Zunächst bis 1960 als Assistent, bis 1962 als außerordentlicher Professor, danach bis zu seinem Tode als Leiter des Lehrstuhls für Romanische Philologie. Unter anderem gründete er dort die Abteilung für allgemeine und romanische Linguistik (Departamento de Linguística Geral e Românica), das 1975 in Zentrum für Linguistik (Centro de Linguística da Universidade de Lisboa) umbenannt wurde.
Am 24. September 1983 erhielt er die Auszeichnung eines Komturs des Freiheitsorden (Ordem da Liberdade). Am 28. Juni 1988 verlieh ihm Staatspräsident Jorge Sampaio die Auszeichnung des Großkreuzes des Ordem da Instrução Pública.
Lindley Cintra war mit der Lehrerin Maria Adelaide dos Reis Valle verheiratet. Mit dieser hatte er drei Kinder, eines davon ist der heute bekannte Schauspieler Luís Miguel Cintra.
Die Gesellschaft für Portugiesische Sprache (Sociedade de Língua Portuguesa) vergibt seit seinem Tode den internationalen Linguistik-Literaturpreis Lindley Cintra.

## Werk
Lindley Cintra veröffentlichte im Laufe seines Lebens mehr als 80 Werke zur portugiesischen Linguistik, unter anderem arbeitete im Bereich der Iberoromanik, der Differenzierung des literarischen Portugiesisch und des Kastilischen des 14. und 15. Jahrhunderts. Des Weiteren war eines seiner Gebiete die Beziehung und Abgrenzung zwischen dem Galicischen und Portugiesischen.
Er entwarf gemeinsam mit Manuel de Paiva Boléo und José G. Herculano de Carvalho einen linguistik-ethnographischen Atlas von Portugal und Galicien. 1971 veröffentlichte er einen Vorschlag zur Klassifizierung der galego-portugiesischen Dialekte.
Ein weiteres bekanntes Werk Lindley Cintras, gemeinsam mit Celso Ferreira da Cunha, war die Nova Gramática do Português Contemporâneo, eine neue Grammatik des modernen Portugiesisch.